# Lactarius subflammeus
Lactarius subflammeus é uma espécie de fungo da família de cogumelos Russulaceae. Ele forma corpos de frutificação cujo tronco mede de 4 a 9 cm de altura. O píleo, o "chapéu" do cogumelo, tem coloração escarlate uniforme quando jovem, mas se torna laranja a amarelo-alaranjado e escurecido a medida que o fungo envelhece. Com uma superfície viscosa a pegajosa, o chapéu possui margens encurvadas para dentro inicialmente e depois com estrias quando o cogumelo atinge a maturidade. Pode atingir até 7 cm de diâmetro.
A espécie foi descrita cientificamente em 1979 pelos micologistas norte-americanos Lexemuel Ray Hesler e Alexander H. Smith, a partir de coletas realizadas no estado de Oregon. Antes dessa publicação pioneira, o fungo era frequentemente confundido na literatura com L. aurantiacus. A comestibilidade dos corpos frutíferos é desconhecida e seu consumo não é recomendado. A substância leitosa produzida pelo cogumelo, o látex, é de cor branca, tem um gosto azedo e não muda de cor nem mancha os tecidos com que entra em contato, ao contrário do que acontece com algumas espécies do mesmo gênero. O epíteto subflammeus com a qual a espécie foi batizada vem do latim e significa "quase da cor da chama", devido à tonalidade do chapéu.
Assim como todas as espécies de seu gênero, L. subflammeus forma micorrizas, uma relação simbiótica mutuamente benéfica com certos tipos de árvores, que garante nutrientes para ambos. O cogumelo se associa a diversas espécies de árvores, tais como coníferas, pinheiros e abetos. Pode ser encontrado na natureza no noroeste da América do Norte, especialmente na região costeira, crescendo no solo individualmente ou em pequenos grupos. Nos Estados Unidos, há registros de coletas nos estados de Washington, Idaho, Oregon, Califórnia e Colorado; e no Canadá na província da Colúmbia Britânica.

## Taxonomia e classificação
A espécie Lactarius subflammeus foi descrita pela primeira vez na literatura científica pelos cientistas norte-americanos Lexemuel Ray Hesler e Alexander H. Smith. Eles apresentaram o cogumelo na monografia deles de 1979 sobre os fungos do gênero Lactarius encontrados na América do Norte. Os espécimes que serviram de base para a descrição pioneira foram coletados na região censitária de Pacific City, no condado de Tillamook, que pertence ao estado de Oregon. Antes dessa descrição, a espécie tinha sido frequentemente confundida na literatura com L. aurantiacus. O epíteto específico "subflammeus" vem do latim e significa "quase da cor de chama". O fungo está classificado na seção Russularia, do subgênero Russularia, dos Lactarius. Espécies neste subgênero têm corpos frutíferos frágeis, de pequeno a médio porte. Os cogumelos do gênero Lactarius são comumente conhecidos nos países de língua inglesa como milkcaps, e L. subflammeus é popularmente chamado de orange milk cap.

## Descrição

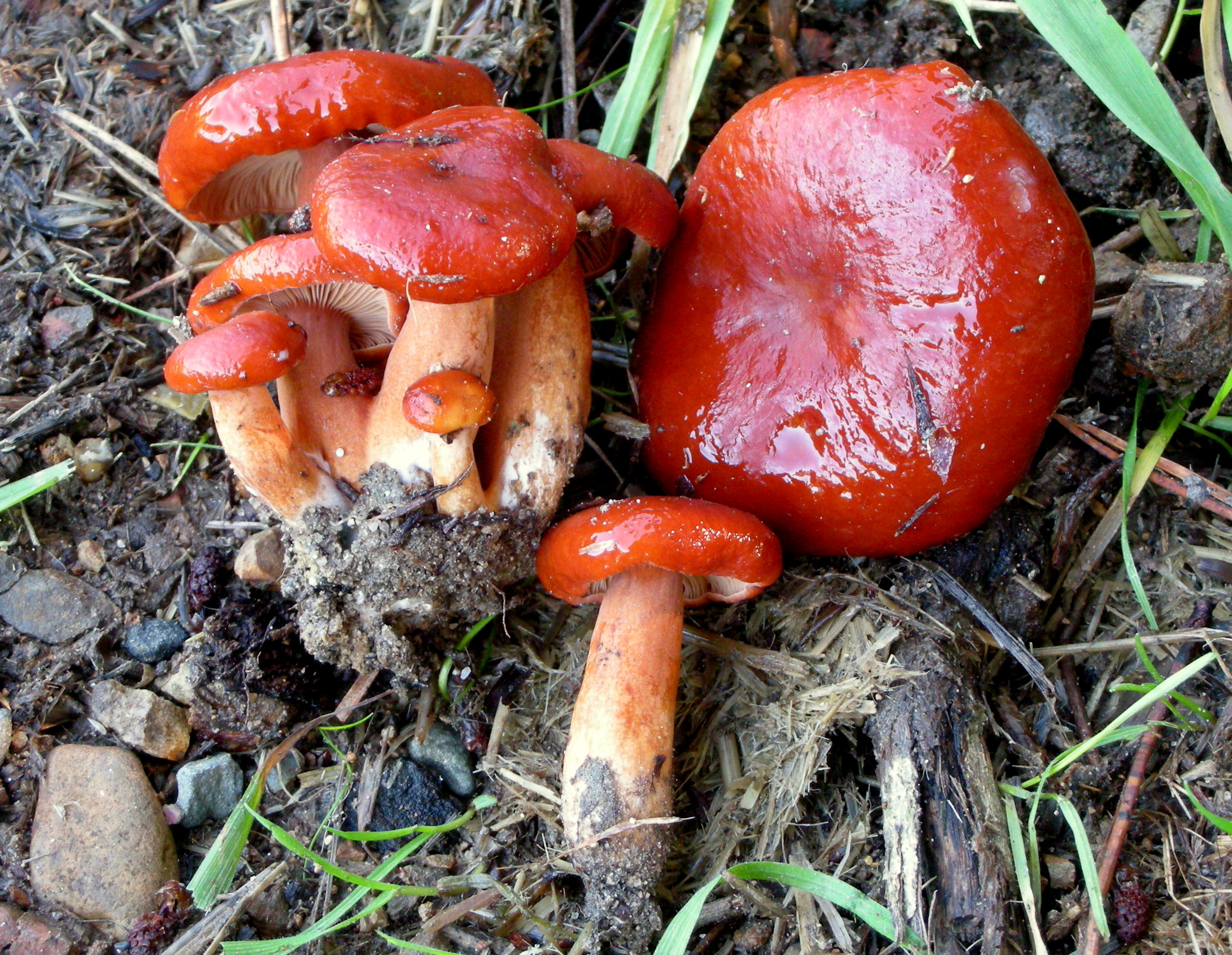
Os píleos de espécimes jovens tem cor escarlate e margens encurvadas.

O píleo (o "chapéu" do cogumelo) de Lactarius subflammeus mede de 3 a 7 cm de diâmetro. Ele é convexo e com o passar do tempo surge uma leve depressão na região central. A margem do chapéu é encurvada para dentro, e em seguida arqueada, com estrias (ranhuras) curtas e translúcidas quando o fungo atinge a maturidade. A superfície do píleo é viscosa a pegajosa, suave e não possui zonas concêntricas como há em algumas outras espécies do gênero. Tem cor escarlate quando jovem, mas se torna laranja a amarelo-alaranjado e escurecido quando mais velhos. A maneira como as lamelas se ligam ao tronco pode ser do tipo adnata (diretamente ligadas) ou decorrente (ao longo do comprimento da haste); as lamelas são moderadamente largas, com espaçamento curto entre elas ou um pouco distantes entre si (com espaços visíveis entre as lamelas). Elas são esbranquiçadas ou tem a cor semelhante ao chapéu, porém com uma tonalidade mais pálida.
O tronco ou estipe mede de 4 a 9 centímetros de comprimento e 5 a 15 milímetros de espessura, sendo mais grosso próximo da base. A superfície lisa do tronco pode ser úmida ou seca, dependendo da umidade no ambiente. Ele é oco, frágil e tem a mesma coloração do chapéu. A carne é fina, frágil e de cor couro-rosado pálido a couro-alarajando maçante. O odor do cogumelo não é característico, e seu sabor é levemente azedo. O látex é branco e sua cor não se altera com a exposição contínua ao ar, ao contrário do que acontece com certas espécies do mesmo gênero. Não mancha os tecidos com que entra em contato e, assim como a carne, também tem gosto azedo. A impressão de esporos, uma técnica usada na identificação de fungos, é branca. A comestibilidade dos corpos frutíferos é desconhecida e seu consumo não é recomendado.

### Características microscópicas

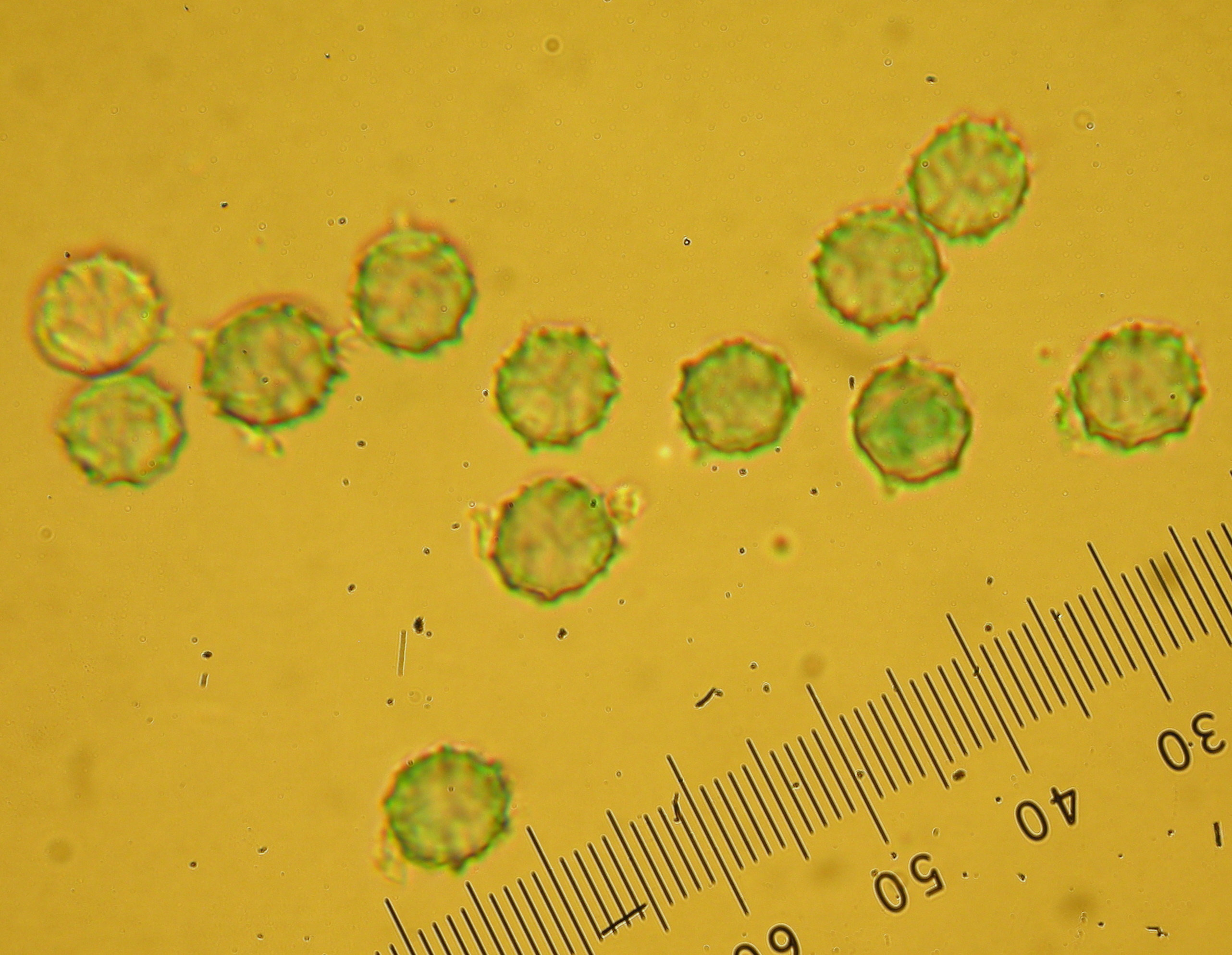
Os esporos são hialinos e cobertos com verrugas e pequenas cristas.

Os esporos produzidos pelo fungo medem 7,5 a 9 por 6,5 a 7,5 micrômetros (µm) e têm um formato elipsoide. Suas superfícies são ornamentadas com verrugas e cristas curtas que não formam um retículo (cristas na superfície interligadas formando um espécie de rede), com cristas de até 1,0 µm de altura. Os esporos são hialinos (translúcidos) e amiloides, ou seja, absorvem o iodo quando corados com o reagente de Melzer. Os basídios, as células portadoras de esporos, possuem quatro esporos cada e medem 42 por 9 µm. A cutícula do chapéu é uma modificação da ixotrichoderma, o que significa que as hifas estão embebidas em uma camada viscosa ou gelatinosa.

### Espécies similiares
Lactarius luculentus var. luculentus possui uma aparência semelhante a L. subflammeus, mas tem um chapéu e tronco cor de ocre, além de uma carne de sabor ligeiramente amargo antes de, lentamente, ficar azedo. Produz um látex branco com gosto leve a um pouco adstringente, e uma impressão de esporos de cor amarela. Uma outra variedade de L. luculentus, a laetus, é outro sósia, mas pode ser distinguido por uma estipe marrom-laranja a cinza-laranja, e látex de sabor leve. Lactarius substriatus tem látex branco que lentamente muda de cor para amarelo, e Lactarius subviscidus tem coloração geral semelhante, mas o látex branco possui a propriedade de mudar de cor para amarelo. A espécie californiana L. cocosiolens tem um chapéu pegajoso laranja-marrom ou cor de caramelo. Possui um sabor suave, látex abundante e, como seu epíteto específico sugere, tem cheiro de coco quando seco.

## Ecologia,habitate distribuição
Como todas as espécies do gênero Lactarius, L. subflammeus é, ecologicamente, um fungo micorrízico, formando portanto uma associação simbiótica mutuamente benéfica com várias espécies de plantas. As ectomicorrizas garantem ao cogumelo compostos orgânicos importantes para a sua sobrevivência oriundos da fotossíntese do vegetal; em troca, a planta é beneficiada por um aumento da absorção de água e nutrientes graças às hifas do fungo. A existência dessa relação é um requisito fundamental para a sobrevivência e crescimento adequado de certas espécies de árvores, como alguns tipos de coníferas.
Os corpos frutíferos de L. subflammeus crescem dispersos ou agrupados sob a copa de coníferas ou em florestas mistas próximo de pinheiros e abetos, entre os meses de agosto e dezembro. O fungo é amplamente distribuído no noroeste da América do Norte, onde é muito comum em florestas de coníferas. O habitat típico da espécie são as dunas costeiras. O cogumelo foi coletado em vários estados norte-americanos tais como Washington, Idaho, Oregon, Califórnia e Colorado. A área de ocorrência de L. subflammeus se estende para o norte do Canadá, onde foi encontrado perto de Victoria, capital da província da Colúmbia Britânica, em florestas costeiras dominadas por Pseudotsuga menziesii.